# Berles-au-Bois
Berles-au-Bois település Franciaországban, Pas-de-Calais megyében. Lakosainak száma 538 fő (2022. január 1.). Berles-au-Bois Bailleulval, Monchy-au-Bois, Pommier, Ransart, Rivière, Bailleulmont és Bienvillers-au-Bois községekkel határos.

## Népesség
A település népességének változása:
| Lakosok száma | 517  | 514  | 524  | 515  | 515  | 516  | 520  | 523  | 538  |
|               | 2013 | 2015 | 2016 | 2017 | 2018 | 2019 | 2020 | 2021 | 2022 |